# Duc de Hamilton
 (février 2021).
La mise en forme du texte ne suit pas les recommandations de Wikipédia : il faut le « wikifier ».
Les points d'amélioration suivants sont les cas les plus fréquents. Le détail des points à revoir est peut-être précisé sur la page de discussion.
- Les titres sont pré-formatés par le logiciel. Ils ne sont ni en capitales, ni en gras.
- Le texte ne doit pas être écrit en capitales (les noms de famille non plus), ni en gras, ni en italique, ni en « petit »…
- Le gras n'est utilisé que pour surligner le titre de l'article dans l'introduction, une seule fois.
- L'italique est rarement utilisé : mots en langue étrangère, titres d'œuvres, noms de bateaux, etc.
- Les citations ne sont pas en italique mais en corps de texte normal. Elles sont entourées par des guillemets français : « et ».
- Les listes à puces sont à éviter, des paragraphes rédigés étant largement préférés. Les tableaux sont à réserver à la présentation de données structurées (résultats, etc.).
- Les appels de note de bas de page (petits chiffres en exposant, introduits par l'outil «  Source ») sont à placer entre la fin de phrase et le point final[comme ça].
- Les liens internes (vers d'autres articles de Wikipédia) sont à choisir avec parcimonie. Créez des liens vers des articles approfondissant le sujet. Les termes génériques sans rapport avec le sujet sont à éviter, ainsi que les répétitions de liens vers un même terme.
- Les liens externes sont à placer uniquement dans une section « Liens externes », à la fin de l'article. Ces liens sont à choisir avec parcimonie suivant les règles définies. Si un lien sert de source à l'article, son insertion dans le texte est à faire par les notes de bas de page.
- La présentation des références doit suivre les conventions bibliographiques. Il est recommandé d'utiliser les modèles {{Ouvrage}}, {{Chapitre}}, {{Article}}, {{Lien web}} et/ou {{Bibliographie}}. Le mode d'édition visuel peut mettre en forme automatiquement les références.
- Insérer une infobox (cadre d'informations à droite) n'est pas obligatoire pour parachever la mise en page.

Pour une aide détaillée, merci de consulter Aide:Wikification.
Si vous pensez que ces points ont été résolus, vous pouvez retirer ce bandeau et améliorer la mise en forme d'un autre article.
Duc d'Hamilton (en anglais : Duke of Hamilton) est un titre de la pairie d'Écosse, créé en avril 1643. C'est le plus ancien titre ducal de la pairie (exception faite du duc de Rothesay tenu par le fils aîné du souverain), et fait donc de son détenteur le premier pair d'Écosse, en plus d'être à la tête des Maisons d'Hamilton et de Douglas. Le titre, le village d'Hamilton dans le Lanarkshire, et de nombreux endroits à travers le monde sont nommés d'après les membres de la famille Hamilton. Le nom de la famille ducale, originellement "Hamilton", est aujourd'hui "Douglas-Hamilton". Depuis 1711, le duché est détenu conjointement avec le duché de Brandon dans la pairie de Grande-Bretagne, et les ducs sont depuis ce temps nommés duc d'Hamilton et de Brandon, accompagné de nombreux titres subsidiaires.

## Titres

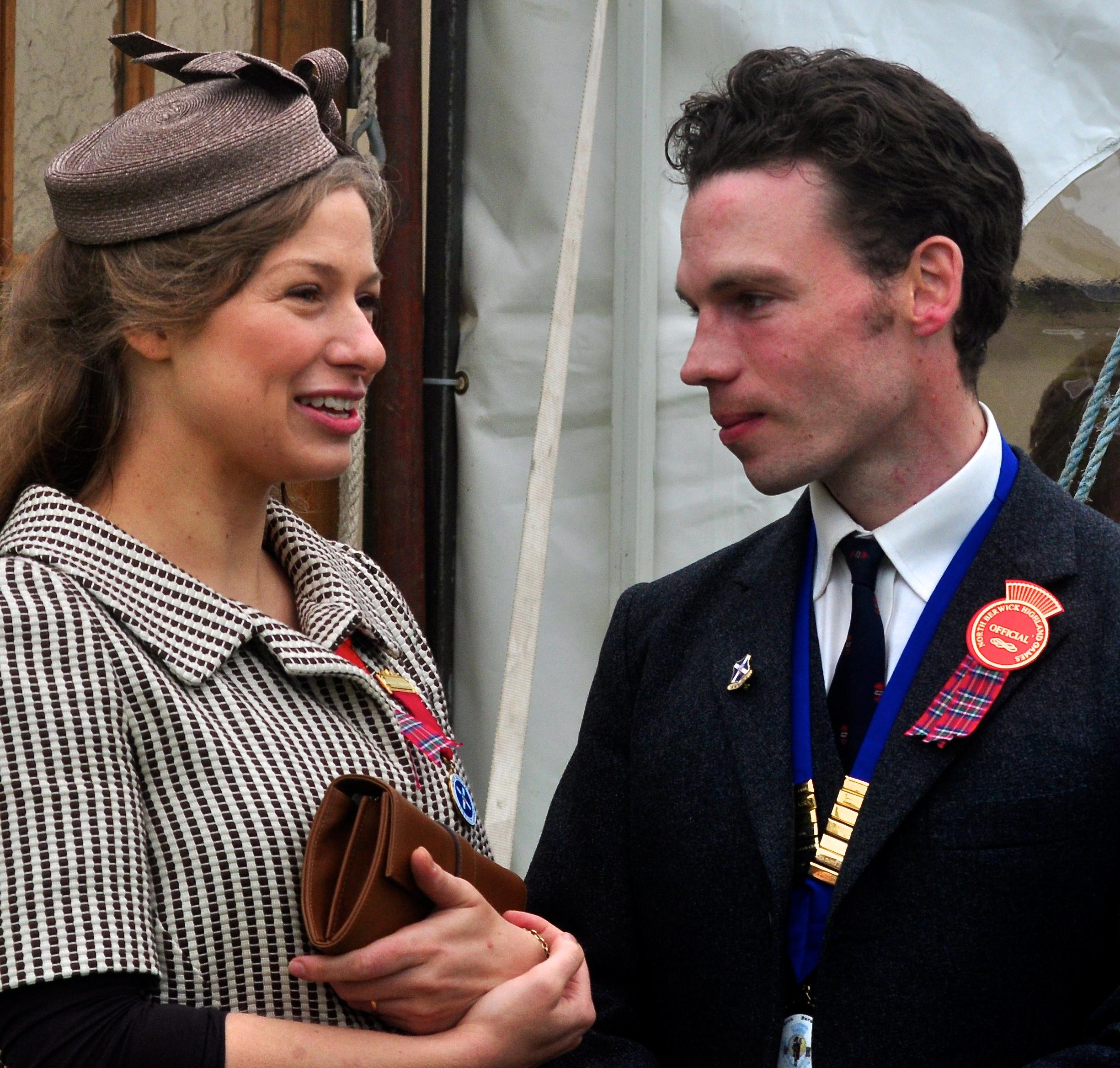
Le duc Alexander Douglas-Hamilton, accompagné de son épouse, la duchesse Sophie

Les titres portés par l'actuel duc d'Hamilton et de Brandon sont :

### Pairie d'Écosse
- 16e duc d'Hamilton (créé en 1643)
- 13e marquis de Douglas (créé en 1633)
- 16e marquis de Clysedale (créé en 1643) (en)
- 23e comte d'Angus (créé en 1389)
- 13e comte d'Angus (créé en 1633)
- 15e comte de Lanark (créé en 1639)
- 16e comte d'Arran (Arran) et de Cambridge (créé en 1643)
- 13e lord Abernethy et Jedburgh Forest (créé en 1633)
- 15e lord Machanshyre (en) et Polmont (créé en 1639)
- 16e lord Aven (Avon : en) et Innerdale (Ennerdale, Cumbria : en) (créé en 1643).

### Pairie de Grande-Bretagne
- 13e duc de Brandon, dans le comté de Suffolk (créé en 1711)
- 13e baron Dutton, dans le comté de Chester (créé en 1711).

### Autres fonctions et devoirs

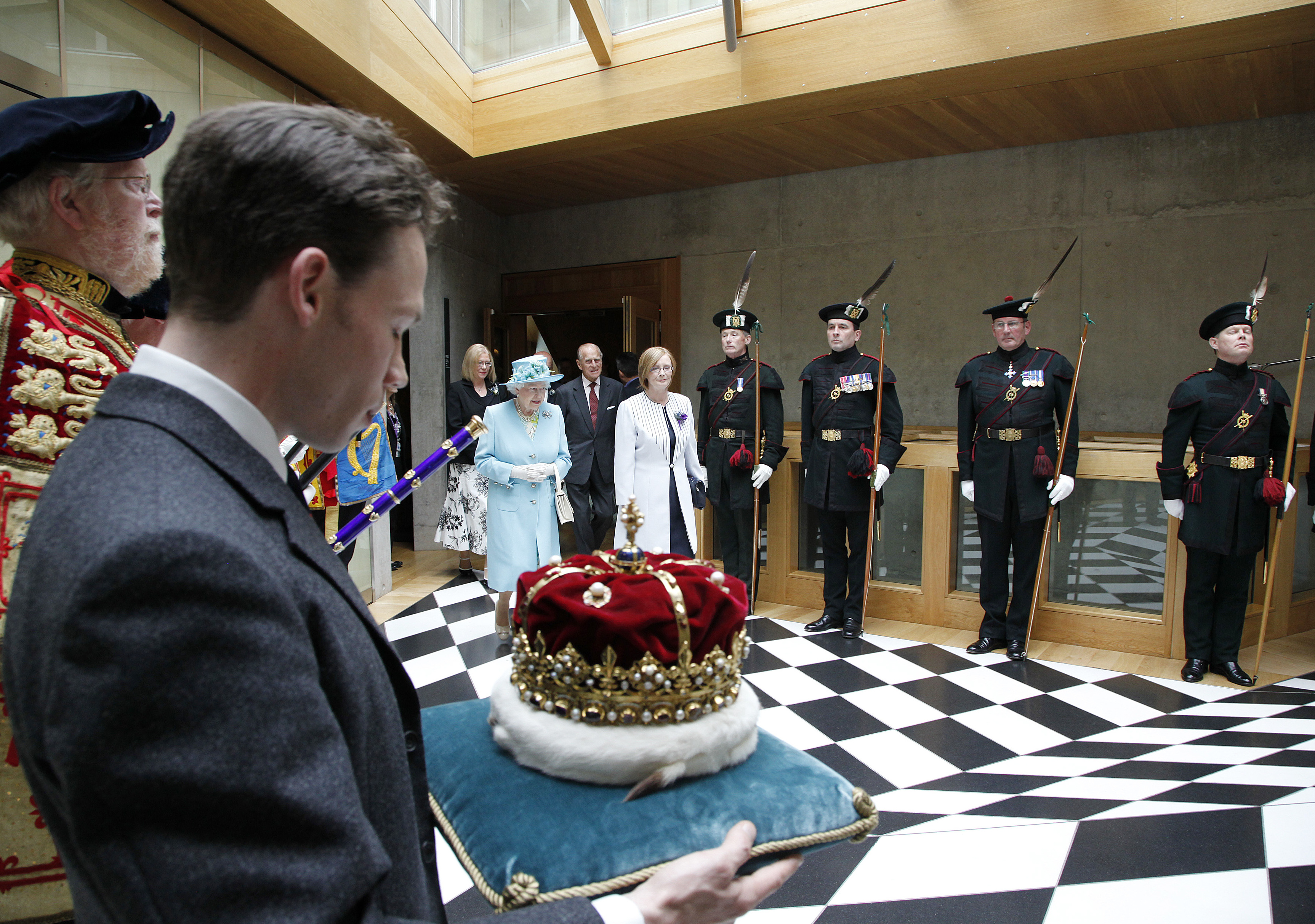
Le 16e duc de Hamilton portant la couronne d'Écosse, le 30 juin 2011.

Le duc d'Hamilton et de Brandon est le gardien héréditaire du palais de Holyrood, la résidence royale officielle en Écosse, où il possède de larges quartiers privés. En tant que Lord Abernethy et à l'égard de la succession de comtes gaéliques de Fife, il est aussi le porteur héréditaire de la couronne d'Écosse. Le 15e duc remplit ce rôle lors de l'inauguration du Parlement écossais en 1999,,, et le 16e fit de même durant l'ouverture du Parlement le 30 juin 2011. Traditionnellement, le duc d'Hamilton bénéficie du droit exclusif de retirer les insignes de la Couronne d'Écosse de la ville d'Édimbourg. Il assiste aussi régulièrement aux séances du Tribunal de Lord Lyon comme assesseur héréditaire, s'asseyant sur le banc à côté de Lord Lyon.

### Titres de courtoisie
Les titres de courtoisies utilisés par les héritiers présomptifs sont « marquis de Douglas et Clysedale » (pour le fils aîné du duc) et « comte d'Angus » (pour le fils aîné du marquis de Douglas et Clysedale). Aucun duc n'a eu d'arrière-petit-fils en ligne directe, mais il est probable que cet héritier serait nommé « Lord Abernethy » (la souveraineté d'Abernethy et Jedburgh Forest constituant le titre le plus ancien disponible).
Avant que les ducs ne succèdent au marquisat de Douglas et à ses titres subsidiaires, les héritiers présomptifs étaient intitulés « comte d'Arran » (qui avait été auparavant utilisé comme titre de courtoisie par les marquis d'Hamilton) et, plus tard, « marquis de Clysedale » (le titre précédent étant alors adopté par le petit-fils en ligne directe). L'héritier présomptif du comté de Lanark, avant que le titre ne fusionne avec le duché, était nommé « Lord Polmont ».

### Multiples duchés
Le duc d'Hamilton et de Brandon est un des cinq pairs britanniques à détenir plus d'un duché, les autres étant :
- le prince de Galles (qui est duc de Cornouailles et Rothesay) ;
- le duc de Buccleuch et de Queensberry (en) ;
- le duc d'Argyll (qui détient les deux duchés d'Argyll) ;
- le duc de Richmond, Lennox et Gordon (détenant à lui seul trois duchés).

Historiquement, de nombreux autres pairs possédèrent plusieurs duchés, dont le duc de Newcastle upon Tyne et Newcastle-under-Lyne, le duc d'Argyll et Greenwich, le duc de Monmouth et Buccleuch et les deux ducs de Queensberry et de Douvres, plus quelques autres, essentiellement des ducs royaux.

## Maison de Hamilton

### Laird de Cadzow

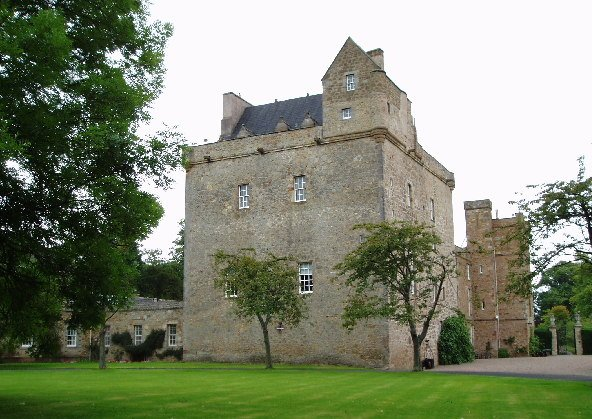
Lennoxlove House, siège actuel des ducs d'Hamilton

Gilbert de Hameldun est enregistré comme témoin d'une charte confirmant le don de l'église de Cragyn à l'Abbaye de Paisley en 1271. Son ascendance est inconnue mais il est possible qu'il soit le fils de William de Hamilton (troisième fils de Robert de Beaumont, 3e comte de Leicester) et de Mary de Strathearn. Gilbert de Hameldun épousa Isabella Randolph, fils de Thomas Randolph de Strathdon, chambellan d'Écosse. Son héritier était Walter fitz Gilbert. Il fut gouverneur du château de Bothwell au nom de la Couronne anglaise, lors de la Première Guerre d'indépendance écossaise. À la suite de la bataille de Bannockburn en 1314, il accorde le refuge au comte de Hertford et à d'autres rescapés, mais seulement pour les livrer à Edward Bruce. Il devint ainsi un partisan de Bruce. Entre 1315 et 1329, Robert le Bruce l'anoblit et lui offre des terres dans le Renfrewshire et dans le Lothian, ainsi que Cadzow (aujourd'hui Hamilton dans le Lanarkshire), incluant le château de Cadzow (en). Les terres appartenaient auparavant à John Comyn, assassiné par Robert le Bruce.
Sir David fitz Walter devint le deuxième laird de Cadzow après la mort de son père. Il était un partisan du Roi David II et combattit à la bataille de Neville's Cross, où il fut capturé avec le roi. Son fils David Hamilton, le troisième laird, fut le premier à établir Hamilton comme nom de famille. Son fils Sir John Hamilton devint le cinquième laird et fut à son tour suivi par son propre fils James Hamilton.

### Lords Hamilton et comtes d'Arran

Armoiries indifférenciées du chef de Hamilton jusqu'en 1503

James Hamilton, cinquième laird, fut suivi de son fils Sir James Hamilton, qui fut créé Lord par le parlement d'Écosse en tant que Lord Hamilton le 3 juillet 1445. Au début de l'année 1474, il épousa la princesse Mary, comtesse d'Arran, fille du roi Jacques II et veuve de Thomas Boyd, premier comte d'Arran. Il fut suivi par son seul fils légitime, James, second Lord Hamilton. En 1490, âgé de 15 ans, il épousa une jeune fille de 13 ans, Élizabeth, Lady Hay, fille d'Alexander Home, deuxième Lord Home, et veuve de Sir Thomas Hay, Seigneur de Yester, fils et héritier de John Hay, premier Lord Hay de Yetser. Cependant, il fut appris plus tard que Sir Thomas Hay était toujours vivant et le mariage fut en conséquence annulé. Le second Lord épousa en secondes noces janet, Lady Livingstone, fille de Sir David Beaton de Creich et veuve de Sir Robert Livingstone of Easter Wemyss and Drumry. Il devint un conseiller privé du roi Jacques IV, et apporta son aide pour arranger le mariage entre celui-ci et la princesse Marguerite, fille du roi Henri VII d'Angleterre. Il fut créé comte d'Arran en récompense le 8 août 1503. Lui succéda son fils le plus âgé de son second mariage, James, second comte d'Arran. Il fut régent du royaume d'Écosse entre 1542 et 1554 et gardien de la jeune Marie Stuart, reine d'Écosse. Il fut créé duc de Châtellerault dans la Pairie de France en 1548 pour sa participation à l'arrangement du mariage entre la reine Marie et François, Dauphin de France. Le duché français fut confisqué lorsqu'il changea d'allégeance en 1559. L'empereur Napoléon III confirma le titre au bénéfice du 12e duc en 1864, mais malgré le fait que le duc soit l'héritier agnatique du second comte, l'effet légal de cette « confirmation » reste douteux.
Le deuxième comte fut suivi par son fils aîné, James, 3e comte d'Arran, qui fut proposé comme mari à la reine Elizabeth Ire d'Angleterre en 1561. Il fut déclaré dément en 1562 et concéda le comté à James Stewart de Bothwelllhaugh en 1581. Cependant, en 1586, sa concession fut considérée comme l'acte d'un fou par la Court of Session et ses honneurs furent restaurés. Par ailleurs, le 5e fils du deuxième comte, Claud Hamilton, devint Lord Paisley, et fut le père de James Hamilton, Lord Abercorn.

### Marquis et ducs d'Hamilton

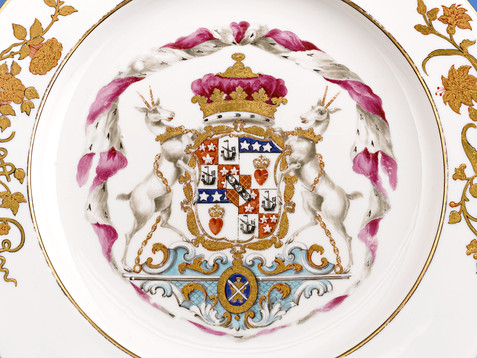
Armoiries d'un service de dîner en porcelaine Derby commandé par le 8e duc, vers 1780–1790

Le frère cadet du 3e comte, John Hamilton (qui était nommé Lord Hamilton comme la tradition le voulait pour le puîné des comtes) fut nommé comme administrateur des possessions de son frère. Il fut fait marquis de Hamilton, comte d'Arran et Lord Aven le 17 avril 1599,. Son fils James, second marquis de Hamilton (qui fut nommé Lord Aberbrothwick, ou Arbroath, le 5 mai 1608, avant sa succession) vint en Angleterre avec le roi Jacques VI, et investit dans la Somers Isles Company (une filiale de la Virginia Company, achetant les parts de Lucy Russel, comtesse de Bedford. La paroisse de Hamilton dans les îles Somers (aujourd'hui les Bermudes) est nommé d'après lui. Après la mort de son oncle en 1609, il devint le quatrième comte d'Arran et le cinquième Lord Hamilton. Il fut aussi nommé comte de Cambridge et baron Innerdale dans la pairie d'Angleterre le 16 juin 1619,.
Son fils James, troisième marquis de Hamilton, fut fait duc de Hamilton, marquis de Clysedale, comte d'Arran et Cambridge et Lord Aven et Innerdale le 12 avril 1643,. avec un privilège spécial permettant la succession par la ligne féminine si sa lignée et celles de ses frères devaient s'éteindre. Son fils Charles, comte d'Arran, mourut jeune et les titres passèrent à son frère cadet William, deuxième duc d'Hamilton, qui avait été déjà nommé comte de Lanark et Lord Machanshire et Polmont le 31 mars 1639,. Une renonciation et restitution de 1650 permit à ces titres d'être hérités par la fille aînée du premier duc. À sa mort en 1651, sans héritiers supplémentaires dans sa lignée masculine immédiate, le titre ducal (et ses titres subsidiaires), autant que le comté de Lanark (et les titres créés avec) passèrent à sa fille Anne, troisième duchesse de Hamilton. Le comté d'Arran de 1503 et la seigneurie de Hamilton devinrent latents, et tous les autres titres (le marquisat de Hamilton, le comté d'Arran de 1599 et les seigneuries de Hamilton, Aven et Aberbrothwick dans la pairie d'Écosse, et le comté de Cambridge et la baronnie d'Innerdale dans la pairie d'Angleterre) disparurent,,.

En 1656, Anne Hamilton épousa William Douglas, premier comte de Selkrik, troisième fils de William Douglas, premier marquis de Douglas. Il avait été fait comte de Selkrik (Selkirk) et Lord Daer et Shortcleuch (Daer : en ; Lanarkshire) le 4 août 1646,. Il changea son nom pour celui de "Hamilton" et, le 20 septembre 1660, fut nommé duc de Hamilton, marquis de Clysedale, comte d'Arran, Lanark et Selkrik et Lord Aven, Machanshire, Polmont et Daer,. En 1688, il abandonna le comté de Selkrik et la seigneurie de Daer et Shortcleuch, et ces titres furent concédés à son fils cadet, avec une restriction les évitant de fusionner avec le duché (voir See de Selkrik pour l'histoire subséquente à ces titres qui revinrent au 12e duc, puis furent de nouveau séparé du titre ducal à la mort du 13e duc en 1940).

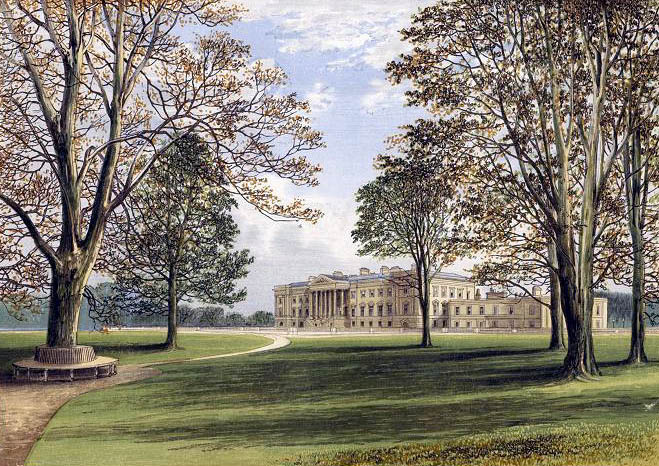
Hamilton Palace, l'ancien siège de la famille à Hamilton, vers 1880.

Le 9 juillet 1698, la duchesse Anne renonça à tous ses titres en faveur de son fils aîné James, comte d'Arran, qui lui succèda ainsi en tant que quatrième duc du vivant de sa mère (son père étant mort en 1694). Durant la période précédent les Actes d'Union de 1707, le duc est le leader du parti anti-unioniste. Il est fait duc de Brandon, dans le comté de Suffolk, et baron Dutton, dans le comté de Chester, dans la pairie de Grande-Bretagne le 10 septembre 1711,, mais a été refusé à tort sous ce titre par une citation du Parlement de Grande-Bretagne (même s'il continuait à siéger en tant que pair représentatif). Il fut tué dans un duel célèbre avec Charles Mohun, quatrième baron Mohun (qui mourut de même) dans Hyde Park à Londres le 15 novembre 1712.
Au quatrième duc succéda son fils James, cinquième duc de Hamilton, puis le fils de celui-ci James (sixième duc), suivi de son propre fils James, septième duc de Hamilton. En 1761, le cousin issu de germain du cinquième duc, Archibald Douglas, premier duc de Douglas, meurt sans héritier. Comme le duc de Hamilton était du côté patrilinéaire un Douglas, bien qu'il utilisât toujours le nom d'Hamilton (depuis le mari de la troisième duchesse), le septième duc devint l'héritier mâle de la maison de Douglas et hérita des titres subsidiaires du duc de Douglas (mais non du duché), devenant ainsi quatrième marquis de Douglas, 14e comte d'Angus et 4e Lord Abernethy et Jedburgh Forest. Il mourut sans progéniture et son frère Douglas devint en conséquence le 8e duc de Hamilton. Celui-ci n'eut aucun fils et le titre passa alors à son oncle Archibald, 9e duc de Hamilton (frère du 6e duc). Suivirent alors son fils Alexander, 10e duc de Hamilton puis le fils de celui-ci William, 11e duc de Hamilton. Le fils du 11e duc, William, 12e duc de Hamilton (qui changea son nom pour celui de "Hamilton Douglas") mourut sans héritier masculin et le titre ducal passa alors à son cousin au quatrième degré Alfred, 13e duc de Hamilton (qui descendait du 4e duc de Hamilton et de la ligne familiale ayant adopté le nom de "Douglas-Hamilton"). Son fils fut Douglas, 14e duc de Hamilton, qui fut suivi de son fils Angus, 15e duc de Hamilton. Ce dernier mourut en 2010 et transmit le titre au duc actuel, son fils Alexander, 16e duc de Hamilton.

### Succession au duché d'Hamilton

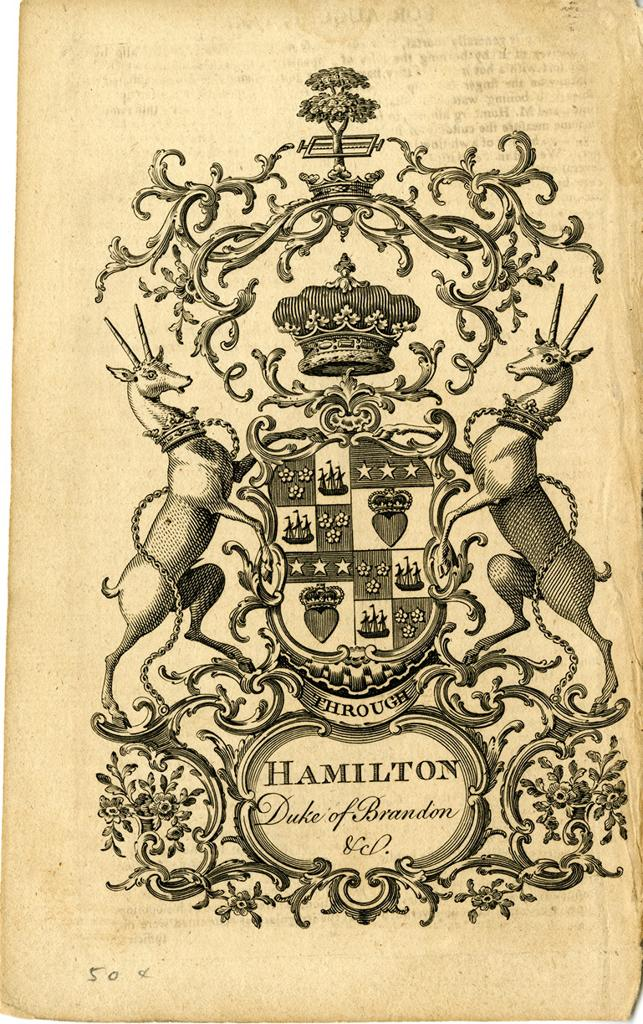
Ex-libris montrant les premières armoiries du duc de Hamilton et de Brandon

Les lettres patentes qui ont créé le duché contiennent des clauses spécifiques. Il est stipulé que le duché se transmet par :
1. Héritiers masculins directs du bénéficiaire, faute de quoi ;
2. Le frère du bénéficiaire et les héritiers mâles directs du frère du bénéficiaire, faute de quoi ;
3. La fille aînée du bénéficiaire et ses héritiers mâles directs, faute de quoi ;
4. Les héritiers les plus proches du bénéficiaire.

Comme le bénéficiaire original et son frère sont tous deux morts sans héritiers masculins, la succession est depuis 1651 régie par la troisième règle stipulée, le duché allant à la fille du bénéficiaire et à ses héritiers mâles.

## Maison de Douglas
George Douglas, fils illégitime de William Douglas, premier comte de Douglas, fut fait comte d'Angus le 9 avril 1389.
Son descendant, William, 11e comte d'Angus, est créé marquis de Douglas, comte d'Angus et Lord Abernethy et Jedburgh Forest le 14 juin 1633,.

Son arrière-petit-fils, Archibald, 3e marquis de Douglas, fut nommé duc de Douglas, marquis d'Angus et Abernethy, vicomte de Jedburgh Forest  et Lord Douglas de Bonkill, Prestoun et Robertoun le 10 avril 1703.

Blason de l'actuel duc de Hamilton

Il mourut en 1761, marié mais sans enfants, moment auquel le duché de Douglas (et les titres créés conjointement) s'éteignirent, mais le marquisat de Douglas, ainsi que le comté d'Angus et la seigneurie d'Abernethy et Jedburgh Forest passèrent à son cousin au second degré et héritier James, 7e duc d'Hamilton.

## Armoiries
Le blason est : Écartelé, aux un et quatre, écartelé aux une et quatre de gueules à trois quintefeuilles d'argent, chaque feuille chargé d'une moucheture d'hermine de sable (Hamilton), aux deux et trois, d'argent au navire à la voile carguée de sable, à trois pennons de gueules (Arran); aux deux et trois, d'argent au cœur de gueules et couronné d'or, au chef d'azur à trois étoiles d'argent du champ (Douglas).

## Liste des titulaires

### Lairds of Cadzow (vers 1315)
- Sir Walter fitz Gilbert (en), premier de Cadzow (vers 1250 - avant 1336)
- Sir David fitz Walter (en), 2e de Cadzow (vers 1310–1374 / 1378)
- Sir David Hamilton (en), 3e de Cadzow (vers 1333-vers 1392)
- Sir John Hamilton (en), 4e de Cadzow (décédé avant 1410)
- Sir James Hamilton (en), 5e de Cadzow (décédé avant 1441)
- Sir James Hamilton, 6e de Cadzow (décédé en 1479) (créé Lord Hamilton en 1445)

### Lords Hamilton (1445)
- James Hamilton, premier Lord Hamilton (décédé en 1479)
- James Hamilton, 2nd Lord Hamilton (vers 1475-1529) (créé le comte d'Arran en 1503)

### Comtes d'Arran, deuxième création (1503)
- James Hamilton, 1er comte d'Arran (vers 1475-1529)
- James Hamilton, 2e comte d'Arran (1515-1575) (également duc de Châtellerault dans la noblesse française de 1548 à 1559)
- James Hamilton, 3e comte d'Arran (1533 / 1538–1609) (sous réserves 1579–1585)
- James Hamilton, 4e comte d'Arran (1589-1625) (avait déjà succédé en tant que 2e marquis de Hamilton)

### Marquis de Hamilton (1599)
- John Hamilton, premier marquis de Hamilton (vers 1535-1604) (créé marquis de Hamilton du vivant de son frère aîné, le 3e comte d'Arran)
- James Hamilton, 2e marquis de Hamilton, 1er comte de Cambridge (1589–1625) (succède comme 4e comte d'Arran en 1609)
- James Hamilton, 3e marquis de Hamilton, 2e comte de Cambridge (1606–1649) (créé duc d'Hamilton en 1643)
  - Charles Hamilton, comte d'Arran (1634-1640) (fils aîné du 3e marquis, décédé avant son père durant son enfance)

### Ducs de Hamilton (1643)
- James Hamilton, premier duc de Hamilton, 2e comte de Cambridge (1606–1649)
  - Charles Hamilton, comte d'Arran (mort en 1640)
- William Hamilton, 2e duc de Hamilton, 3e comte de Cambridge (1616-1651)
  - James Hamilton, Lord Polmont (mort en 1648)
- Anne Hamilton, 3e duchesse de Hamilton (vers 1631–1716) (se démet du duché en faveur de son fils en 1698)

m. William Douglas plus tard Hamilton, duc de Hamilton, 1er comte de Selkirk (1635-1694) (créé duc de Hamilton à vie en 1660)
- James Hamilton, 4e duc de Hamilton, 1er duc de Brandon (1658-1712) (créé duc de Brandon en 1711)
- James Hamilton, 5e duc de Hamilton, 2e duc de Brandon (1703–1743)
- James Hamilton, 6e duc de Hamilton, 3e duc de Brandon (1724–1758)
- James Hamilton, 7e duc de Hamilton, 4e duc de Brandon (1755–1769) (succède comme 4e marquis de Douglas en 1761)
- Douglas Hamilton, 8e duc de Hamilton, 5e duc de Brandon (1756–1799)
- Archibald Hamilton, 9e duc de Hamilton, 6e duc de Brandon (1740–1819)
- Alexander Hamilton, 10e duc de Hamilton, 7e duc de Brandon (1767–1852) [24]
- William Hamilton, 11e duc de Hamilton, 8e duc de Brandon (1811–1863) [25]
- William Alexander Louis Stephen Douglas-Hamilton, 12e duc de Hamilton, 9e duc de Brandon, 8e comte de Selkirk (1845–1895)
- Alfred Douglas Douglas-Hamilton, 13e duc de Hamilton, 10e duc de Brandon, 9e comte de Selkirk (1862-1940)
- Douglas Douglas-Hamilton, 14e duc de Hamilton, 11e duc de Brandon (1903-1973)
- Angus Alan Douglas Douglas-Hamilton, 15e duc de Hamilton, 12e duc de Brandon (1938–2010)
- Alexander Douglas Douglas-Hamilton, 16e duc de Hamilton, 13e duc de Brandon (né en 1978)

### Ordre de succession
1. Douglas Charles Douglas-Hamilton, marquis de Douglas et Clydesdale (né en 2012) (fils du 16e duc)
2. Lord William Frederick Douglas-Hamilton (né en 2014) (deuxième fils du 16e duc)
3. Lord Basil George Douglas-Hamilton (né en 2016) (troisième fils du 16e duc)
4. Lord John William Douglas-Hamilton (né en 1979) (frère cadet du 16e duc)
5. James Alexander Douglas-Hamilton, baron Selkirk de Douglas (né en 1942) (deuxième fils du 14e duc)
6. John Andrew Douglas-Hamilton, Lord Daer (né en 1978) (fils aîné du pair, le baron Selkirk de Douglas, qui a renoncé au comté de Selkirk pour lui-même)
7. Charles Douglas Douglas-Hamilton (né en 1979) (deuxième fils du baron Selkirk de Douglas)
8. James Robert Douglas-Hamilton (né en 1981) (troisième fils du baron Selkirk de Douglas) (jumeau aîné)
9. Harry Alexander Douglas-Hamilton (né en 1981) (quatrième fils du baron Selkirk de Douglas) (jumeau cadet)
10. Brendan Thomas Douglas-Hamilton (né en 1974) (fils unique de Lord Hugh Malcolm Douglas-Hamilton, troisième fils du 14e duc)
11. Lord Patrick George Douglas-Hamilton (né en 1950) (quatrième fils du 14e duc)
12. Alasdair Malcolm Douglas-Hamilton (né en 1939) (fils aîné de Lord Malcolm Avondale Douglas-Hamilton, troisième fils du 13e duc)
13. Angus Gavin Douglas-Hamilton (né en 1968) (fils aîné d'Alasdair Malcolm Douglas-Hamilton)
14. William Niall Douglas-Hamilton (né en 1999) (fils unique d'Angus Gavin Douglas-Hamilton)
15. Geordie Fergus Douglas-Hamilton (né en 1969) (fils cadet d'Alasdair Malcolm Douglas-Hamilton)
16. Diarmaid Hugh Douglas-Hamilton (né en 1940) (fils aîné de Lord David Douglas-Hamilton, quatrième fils du 13e duc)
17. Iain Douglas-Hamilton (né en 1942) (fils cadet de Lord David Douglas-Hamilton)
18. John Gavin Douglas-Hamilton (né en 1957) (arrière-arrière-petit-fils de Francis Seymour Douglas-Hamilton, frère cadet du père du 13e duc)
19. Cecil Seymour Douglas-Hamilton (né en 1916) (arrière-petit-fils de Francis Seymour Douglas-Hamilton)

En cas d'extinction dans les mâles, l'héritier (en vertu de la quatrième disposition des clauses spécifiques) serait Edward Stanley, 19e comte de Derby (né en 1962), un descendant du 6e duc par son unique fille, Lady Elizabeth Hamilton, qui épousa Edward Smith-Stanley, 12e duc de Derby. Lord Delby n'est cependant pas un héritier au marquisat de Douglas qui ne peut se transmettre qu'à des descendants mâles (les descendants de la plus jeune lignée des comtes d'Angus, en tant qu'héritiers masculins directs de la 3e duchesse, sont les derniers héritiers directs du premier marquis de Douglas). Il n'est de même pas héritier du duché de Brandon ou de la baronnie de Dutton, qui sont seulement transmissibles aux descendants masculins directs de la 3e duchesse.